# Дејвид Морел
Дејвид Морел (енгл. David Morrell; рођен 24. априла 1943) је канадско-амерички романописац најпознатији по свом дебитантском роману Прва крв из 1972. године, касније адаптираном као истоимени филм из 1982. године, који је потом изнедрио успешну франшизу са Силвестером Сталонеом у главној улози. Написао је 28 романа, а његово дело је преведено на 30 језика. Такође је написао мини серију стрипова о Капетану Америка 2007–2008 Изабрани.

## Младост
Морел је рођен 24. априла 1943. у Киченеру, Онтарио, Канада, као син Беатрис, тапетара, и Џорџа Морела, летача Краљевске морнарице.  Одлучио је да постане писац са 17 година, након што је био инспирисан писањем у класичној телевизијској серији Роуте 66.. Retrieved August 30, 2020.</ref> Године 1966, Морел је дипломирао енглески језик на Универзитету Сент Џером (повезан са Универзитетом Ватерло) и преселио се у Сједињене Државе да студира код Хемингвејовог научника Филипа Јанга на Државном универзитету Пенсилваније, где ће на крају магистрирати и докторирати у америчкој књижевности .

## Каријера
Током свог боравка у Пен Стејт-у упознао је писца научне фантастике Филипа Класа, познатијег под псеудонимом Вилијам Тен, који је предавао основе писања фантастике. Морел је почео да ради као професор енглеског језика на Универзитету у Ајови 1970. године. Године 1972. објављен је његов роман Прва крв; на крају ће бити снимљен у истоименом филму из 1982. са Силвестером Сталонеом у улози вијетнамског ветерана Џона Рамба. Морел је наставио да пише многе друге романе, укључујући Братство руже, први у трилогији романа, који је адаптиран у НБЦ-јеву минисерију из 1989. са Робертом Мичамом у главној улози. Одустао је од свог мандата на универзитету 1986. да би писао са пуним радним временом. 1988. добио је награду Удружења писаца хорора за најбољу новелу; Наранџаста је за бол, плава за лудило .
Морел је копредседник Међународне организације писаца трилера.

## Лични живот
Морелов син тинејџер Метју умро је од Јуинговог саркома, ретког облика рака костију, 1987. 2009. његова унука је умрла од истог облика рака. Траума његовог губитка утицала је на Морелов рад, посебно на његове креативне мемоаре о Метјуу, Свици . Губитак сина доживљава и протагониста Мореловог романа Очајне мере.
Моррелл је дипломирао Националну школу руковођења на отвореном за преживљавање у дивљини, као и Академију корпоративне безбедности Г. Гордон Лиди. Такође је почасни доживотни члан Удружења за специјалне операције и Удружења бивших обавештајних службеника.
Према његовој веб страници, он је обучен да рукује ватреним оружјем, кризним преговорима, преузимању идентитета, извршној заштити и одбрамбеној вожњи, међу бројним другим акционим вештинама које описује у својим романима. Добио је ФАА лиценцу да управља сопственим малим авионом у оквиру истраживања за свој роман Светлуцање из 2009.
Морел је постао амерички држављанин 1993. Живи у Санта Феу, Нови Мексико .
Морелл је добио награду ТрилерМастер 2009 од ИТВ-а.

### Рамбосерија
- Прва крв (1972)  0-446-36440-1
- Рамбо: Прва крв дио 2 (1985) - новелизација истоименог филма  0-515-08399-2
- Рамбо 3 (1988) - новелизација истоименог филма  0-515-09333-5

### Серија Абелард Санцтион
- Братство руже (1984)  0-449-20661-0
- Камено братство (1985)  0-449-20973-3
- Лига ноћи и магле (1987)  0-449-21371-4
- Абелардова санкција (кратка прича)
  - у Трилер: Приче које ће вас држати будним целе ноћи (2006) изд. Џејмс Патерсон  1-74116-335-8

### Црееперссерија
- Црееперс (2005)  1-59315-357-0
- Сцавенгер (2007)  1-59315-483-6

### СеријаТомаса де Квинсија
- Убиство као лепа уметност (2013)  0-316-21678-X
- Опијум:Прича Томаса Де Куинцеа  (кратка прича) (2015)
- Инспектор мртвих (2015)  0-316-32393-4
- Владар ноћи (2016)  978-0-316-30790-1

### Остала фикција
- Тестамент (1975)  0-446-69191-7
- Ласт Ревеилле (1977)  0-446-36442-8
- Тотем (1979)  0-446-36446-0
- Крвна заклетва (1982)  0-312-95345-3
- Стогодишњи Божић (1983) - илустровао РЈ Круповицз  0-937986-57-7
- Пета професија (1990)  1-59737-769-4
- Завет пламена (1991)  0-446-36292-1
- Претпостављени идентитет (1993)  0-446-60070-9
- Очајне мере (1994)  0-446-60239-6
- Тотем (1994) - несмањено  0-446-36446-0
- Екстремно порицање (1996)  0-446-60396-1
- Двострука слика (1998)  0-446-60696-0
- Црно вече (кратке приче) (1999)  0-446-60864-5
- Спаљена Сијена (2000)  0-446-60960-9
- Давно изгубљен (2002)  0-446-61194-8
- Заштитник (2003)  0-446-61403-3
- Ноћни пејзаж (кратке приче) (2004)  0-7553-2174-X
- Шпијун који је дошао за Божић (2008)  1-59315-701-0
- Свици (2009)  1-59315-580-8
- Гола ивица (2010)  1-937760-22-7

### Нон-фицтион
- Џон Барт: Увод (1976)  0-271-01220-X
- Фирефлиес (1988)  1-937760-29-4
- Лекције из живота писања: романописац гледа на свој занат (2002)  1-58297-270-2
- Успешни романописац: цео живот лекција о писању и објављивању (2008)  978-1-4022-1055-6

### Стрипови
- Капетан Америка: Изабрани (2007–2008)
- Невероватни Спајдермен #700.1 и 700.2 (2013–2014)
- Бјесни Вулверин #23 (2014)